# الدخان (إسلام)
الدخان في اللغة ما تصاعد من أبخرةٕ عن حرقٕ، وفي النصوص الدينية الإسلامية، يُذكر الدخان ضمن أحداث تسبق نهاية العالم تسمى علامات الساعة. ومن كبرى هذه العلامات التي تسبق يوم القيامة، ظهور دخان عظيم يأتي من السماء فيعم الكون كله؛ فيخشى الناس من ذلك الدخان ويصيبهم الهلع والجزع؛ ويظنون أنه العذاب الأليم. وهو دخان عظيم عام يظهر بسبب ترك الحق، وكثرة المعاصي، يملأ الأرض كلها فتصبح كبيت أوقد فيه.

## الأدلة عليه
يستدل المسلمون بنصوص القرآن وكتب الأحاديث والسنة النبوية على حتمية هذا الحدث وعظمته؛ فيذكر الدخان في النص القرآني ﴿فَارْتَقِبْ يَوْمَ تَأْتِي السَّمَاءُ بِدُخَانٍ مُبِينٍ ۝١٠ يَغْشَى النَّاسَ هَذَا عَذَابٌ أَلِيمٌ ۝١١﴾. وجاء ذكره في أحاديث نبوية، كالحديث الذي أورده مسلم في صحيحه بصيغتين تذكران الدخان كإحدى علامات يوم القيامة: عن أبي هريرة أن رسول الله قال: «بادروا بالأعمال ستا: طلوع الشمس من مغربها، أو الدخان، أو الدجال، أو الدابة، أو خاصة أحدكم، أو أمر العامة» صحيح مسلم وروايته عن حذيفة بن أسيد الغفاري قال: «اطلع النبي ﷺ علينا ونحن نتذاكر، فقال: ما تذاكرون؟ قال: نذكر الساعة. قال: إنها لن تقوم حتى ترون قبلها عشر آيات فذكر الدخان والدجال والدابة وطلوع الشمس من مغربها ونزول عيسى بن مريم صلى الله عليه وسلم ويأجوج ومأجوج وثلاثة خسوف: خسف بالمشرق وخسف بالمغرب وخسف بجزيرة العرب، وآخر ذلك نار تخرج من اليمن تطرد الناس إلى محشرهم» صحيح مسلم.

## اختلف العلماء في الدخان هل وقع أم لا؟[5]
العلماء على ثلاثة أقوال:
- يعتقد معظم العلماء سلفا وخلفا، أن الدخان من الآيات المنتظرة التي لم تأت بعد، فهو من علامات الساعة الكبرى، وسيقع قُبَيْل يوم القيامة، وهذا قول علي بن أبي طالب وابن عباس وأبو سعيد الخدري وغيرهم، وكثير من التابعين. ورجح الحافظ ابن كثير هذا، مستدلا بالأحاديث التي سبق ذكرها عند الاستدلال على هذه الآية (آية الدخان)، وبغيرها من الأحاديث، وأيضا بما أخرجه ابن جرير وغيره عن عبد الله بن أبي مليكة قال: غدوت على إبن عباس ذات يوم فقال: «ما نمت البارحة حتى أصبحت، قلت: لم؟ قال: قالوا: طلع الكوكب ذو الذنب، فخشيت أن يكون الدخان قد طرق، فما نمت حتى أصبحت». قال ابن كثير بعد ذكره لهذا الأثر: "وهذا إسناد صحيح إلى ابن عباس حبر وترجمان القرآن، وهكذا قول من وافقه من الصحابة والتابعين، مع الأحاديث المرفوعة من الصحاح والحسان وغيرها التي أوردوها، مما فيه مقنع ودلالة ظاهرة على أن الدخان من الآيات المنتظرة مع أنه ظاهر القرآن، ورد في القرآن ﴿فَارْتَقِبْ يَوْمَ تَأْتِي السَّمَاءُ بِدُخَانٍ مُبِينٍ ۝١٠﴾،[6] أي: بين واضح، يراه كل أحد، وعلى ما فسر به ابن مسعود إنما هو خيال رأوه في أعينهم من شدة الجوع والجهد، وهكذا قوله تعالى: ﴿يَغْشَى النَّاسَ﴾،[7] وقوله تعالى: ﴿هَذَا عَذَابٌ أَلِيمٌ﴾،[7] أي: يقال لهم ذلك تقريعا وتوبيخا".

- وآخرون يعتقدون أن هذا الدخان هو ما أصاب قريشا من الشدة والجوع، عندما دعا عليهم النبي ﷺ حين لم يستجيبوا له، وجعلوا يرفعون أبصارهم إلى السماء فلا يرون إلا الدخان، وإلى هذا القول ذهب عبد الله بن مسعود  وتبعه جماعة من السلف ورجحه ابن جرير الطبري رحمه الله.

- وقد ذهب بعض العلماء إلى الجمع بين هذه الآثار بأن قالوا: هما دخانان: ظهر أحدهما، وبقي الآخر الذي سيقع في آخر الزمان، فأما الآية الأولى التي ظهرت فهي ما كانت قريش تراه كهيئة الدخان، وهذا الدخان غير الدخان الحقيقي الذي يكون عند ظهور الآيات التي هي من أشراط الساعة.

## ترتيب وقوع العلامة من بين العلامات الكبرى[8]
قال المباركفوري في شرح الترمذي: اعْلَمْ أَنَّ الرِّوَايَاتِ قَدِ اختلفت في ترتيب الآيات العشر، ولذا اخْتَلَفَ أَهْلُ الْعِلْمِ فِي تَرْتِيبِهَا. فَقَدْ قِيلَ إِنَّ أَوَّلَ الْآيَاتِ الدُّخَانُ، ثُمَّ خُرُوجُ الدَّجَّالِ، ثُمَّ نُزُولُ عِيسَى عَلَيْهِ السَّلَامُ، ثُمَّ خُرُوجُ يَأْجُوجَ وَمَأْجُوجَ، ثُمَّ خُرُوجُ الدَّابَّةِ، ثُمَّ طُلُوعُ الشَّمْسِ مِنْ مَغْرِبِهَا، فَإِنَّ الْكُفَّارَ يُسْلِمُونَ فِي زَمَنِ عِيسَى عَلَيْهِ السَّلَامُ حَتَّى تَكُونَ الدَّعْوَةُ وَاحِدَةً، وَلَوْ كَانَتِ الشَّمْسُ طَلَعَتْ مِنْ مَغْرِبِهَا قَبْلَ خُرُوجِ الدَّجَّالِ وَنُزُولِهِ لَمْ يَكُنِ الْإِيمَانُ مَقْبُولًا مِنَ الْكُفَّارِ، فَالْوَاوُ لِمُطْلَقِ الْجَمْعِ فَلَا يَرِدُ أَنَّ نُزُولَهُ قَبْلَ طُلُوعِهَا، وَلَا مَا وَرَدَ أَنَّ طُلُوعَ الشَّمْسِ أَوَّلُ الْآيَاتِ. وَقَالَ فِي فَتْحِ الْوَدُودِ: قِيلَ أَوَّلُ الْآيَاتِ الْخَسُوفَاتُ، ثُمَّ خُرُوجُ الدَّجَّالِ، ثُمَّ نُزُولُ عِيسَى عَلَيْهِ السَّلَامُ، ثُمَّ خُرُوجُ يَأْجُوجَ وَمَأْجُوجَ، ثُمَّ الرِّيحُ الَّتِي تُقْبَضُ عِنْدَهَا أَرْوَاحُ أَهْلِ الْإِيمَانِ، فَعِنْدَ ذَلِكَ تَخْرُجُ الشَّمْسُ مِنْ مَغْرِبِهَا، ثُمَّ تَخْرُجُ دَابَّةُ الْأَرْضِ، ثُمَّ يَأْتِي الدُّخَانُ، قَالَ صَاحِبُ فَتْحِ الْوَدُودِ: وَالْأَقْرَبُ فِي مِثْلِهِ التَّوَقُّفُ وَالتَّفْوِيضُ إِلَى عَالِمِهِ انْتَهَى قُلْتُ ذَكَرَ الْقُرْطُبِيُّ فِي تَذْكِرَتِهِ مِثْلَ هَذَا التَّرْتِيبِ إِلَّا أَنَّهُ جَعَلَ الدَّجَّالَ مَكَانَ الدُّخَانِ. انتهى. 
وقال القرطبي في التذكرة: أول الآيات ظهور الدجال، ثم نزول عيسى عليه السلام، ثم خروج يأجوج ومأجوج، فإذا قتلهم الله بالنغف في أعناقهم على ما يأتي، وقبض الله تعالى نبيه عيسى عليه السلام، وخلت الأرض منا، وتطاولت الأيام على الناس، وذهب معظم دين الإسلام، أخذ الناس في الرجوع إلى عاداتهم، وأحدثوا الأحداث من الكفر والفسوق، كما أحدثوه بعد كل قائم نصبه الله تعالى بينه وبينهم حجة عليهم ثم قبضه، فيخرج الله تعالى لهم دابة من الأرض فتميز المؤمن من الكافر، ليرتدع بذلك الكفار عن كفرهم والفساق عن فسقهم، ويستبصروا وينزعوا عما هم فيه من الفسوق والعصيان، ثم تغيب الدابة عنهم ويمهلون، فإذا أصروا على طغيانهم طلعت الشمس من مغربها، ولم يقبل بعد ذلك لكافر ولا فاسق توبة، وأزيل الخطاب والتكليف عنهم، ثم كان قيام الساعة على أثر ذلك قريباً، لأن الله تعالى يقول: ﴿وما خلقت الجن والإنس إلا ليعبدون﴾، فإذا قطع عنهم التعبد، لم يقرهم بعد ذلك في الأرض زماناً طويلاً. هكذا ذكره بعض العلماء.
ومما سبق، فإن الاختلاف موجود، فلا يوجد من يجزم بالترتيب الدقيق لعلامة الدخان من بين العلامات الكبرى.